# Пењон де Алусемас
Пењон де Алусемас (шп. Peñón de Alhucemas — „стена лаванде“) је суверена територија Шпаније која се налази на око 120 метара од обале Марока и града Ал Хосејма. Острво има површину од око 1,5 хектара, а надморска висина му је 27 метара. На њему се налази тврђава и црква. Недалеко одатле налазе се стене Исла де Тјера (11 м) и Исла де Мар (4 м).
Пењон де Алусемас је под управом Шпаније од 1559. године. На острву се налази гарнизон шпанске војске који је састављен од 60 особа. Од 1956. године Мароко потражује право на власништво над острвом од проглашења независности.